# Psychopathic Personality Inventory
Il Psychopathic Personality Inventory (acronimo: PPI-Revised) è un test di personalità per i tratti associati alla psicopatia negli adulti. Il PPI è stato sviluppato dagli psicologi Scott Lilienfeld e Brian Andrews per valutare questi tratti in popolazioni non criminali (ad esempio, studenti universitari), sebbene sia ancora usato in popolazioni cliniche (ad esempio, in carcere). A differenza di altri test di misurazione della psicopatia, come la Hare Psychopathy Checklist (PCL), il PPI è un questionario self-report (compilato dal soggetto interessato), piuttosto che un'intervista. È inteso per indicizzare in modo completo i tratti della personalità psicopatica senza assumere particolari legami con comportamenti antisociali o criminali. Include anche misure per rilevare l'impression management e le risposte noncuranti.